# Белява
Белява (пол. Bielawa, нем. Langenbielau) — город в Польше, входит в Нижнесилезское воеводство, Дзержонювский повят. Имеет статус городской гмины. Занимает площадь 36,2 км². Население 32 652 человек (на 2006 год).

## Спорт
Здесь проходило XV Первенство Европы по международным шашкам среди молодежи (2013 год).

## История
В 1844 году в городе происходило восстание силезских ткачей. 

## Галерея

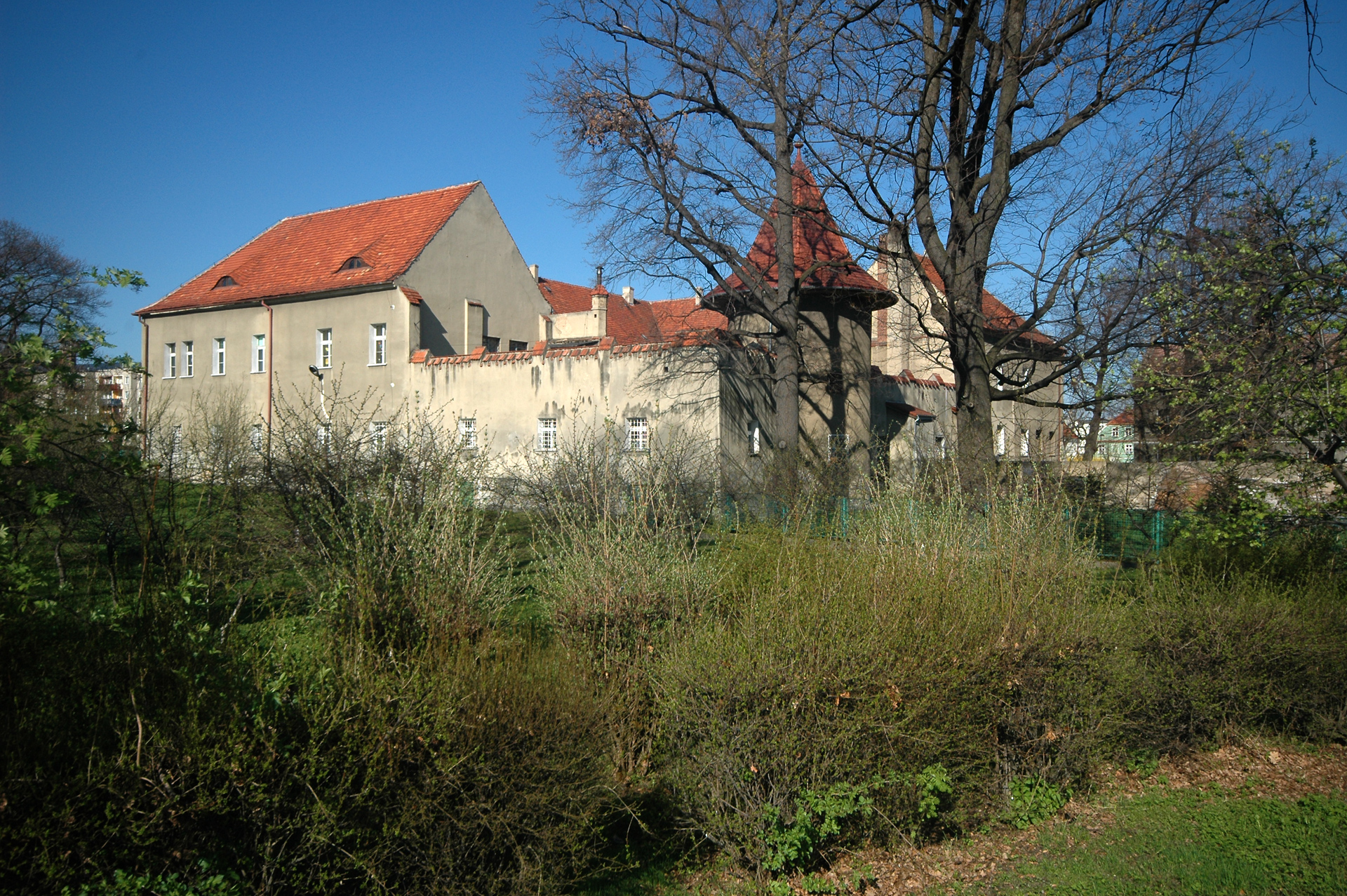
Замок
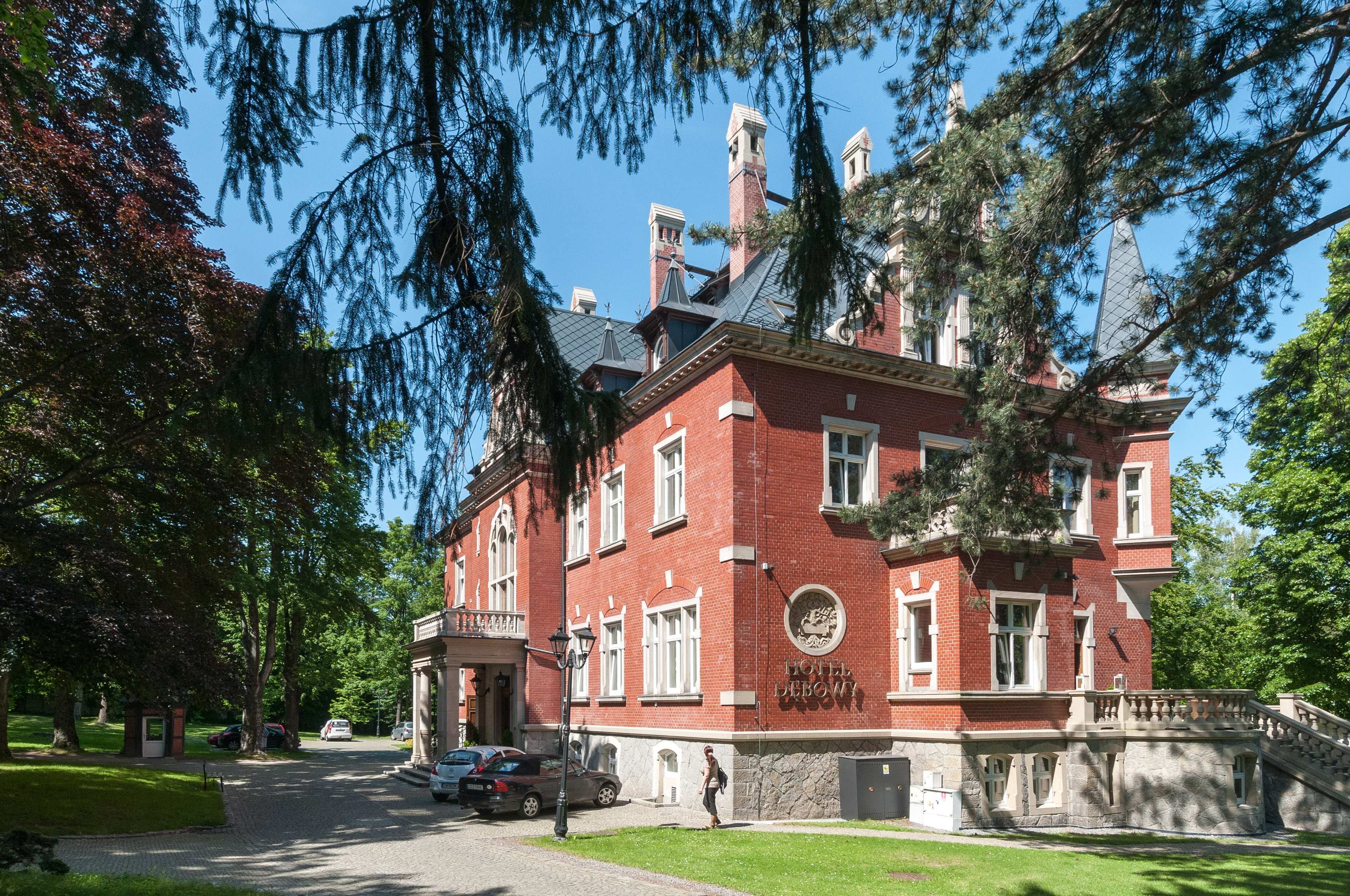
Отель «Дубовый»
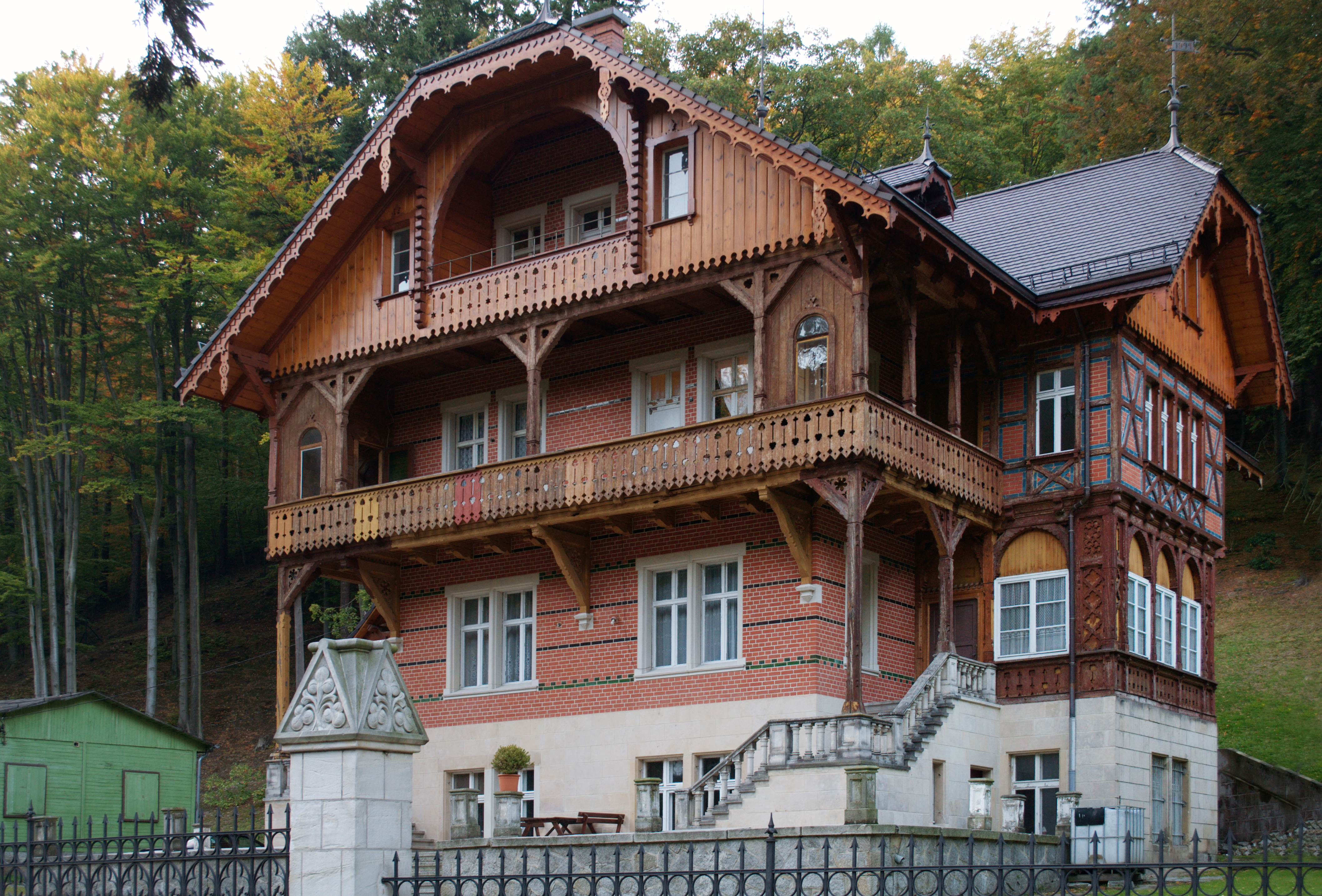
Пансионат «Лесной дворик»
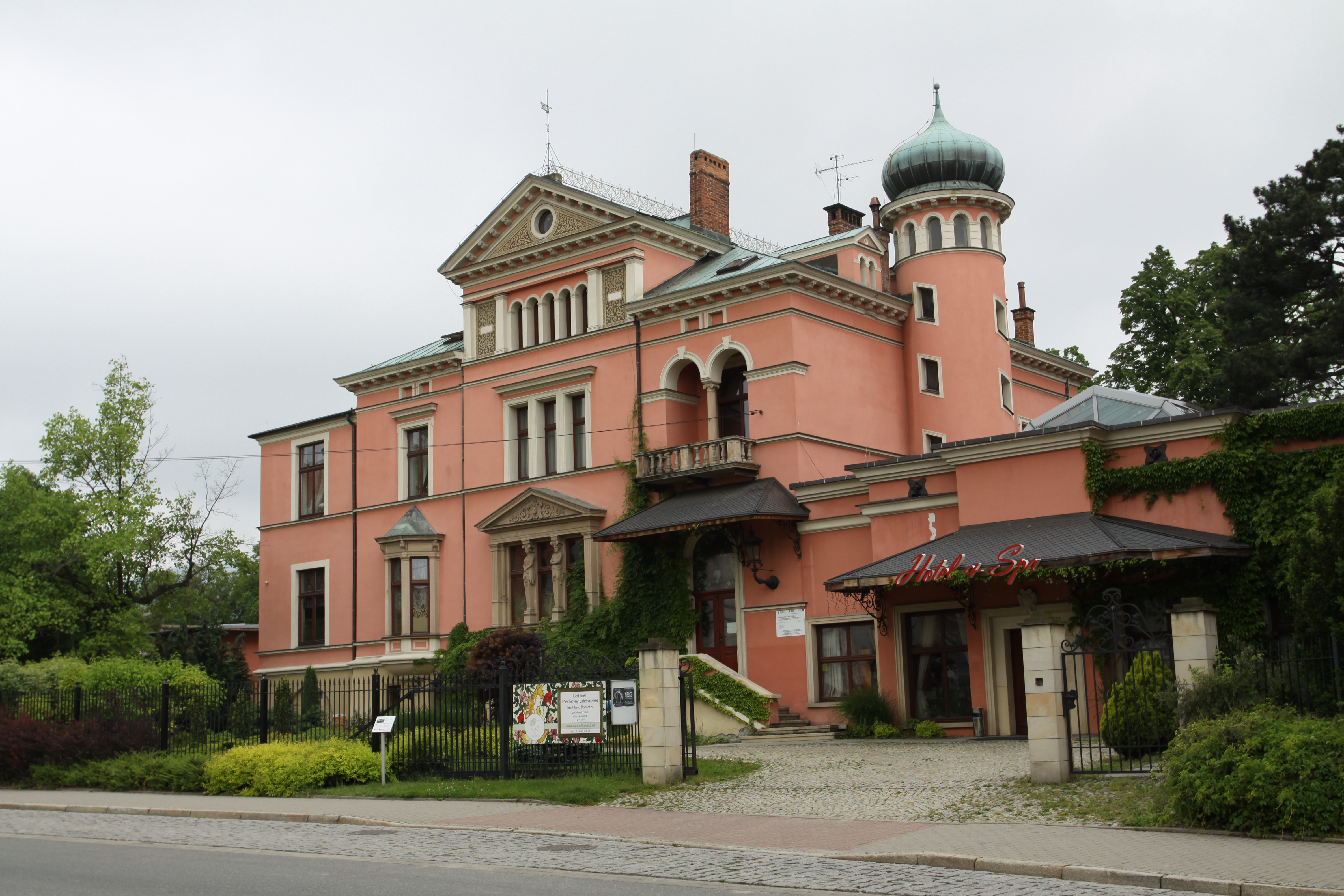
Отель
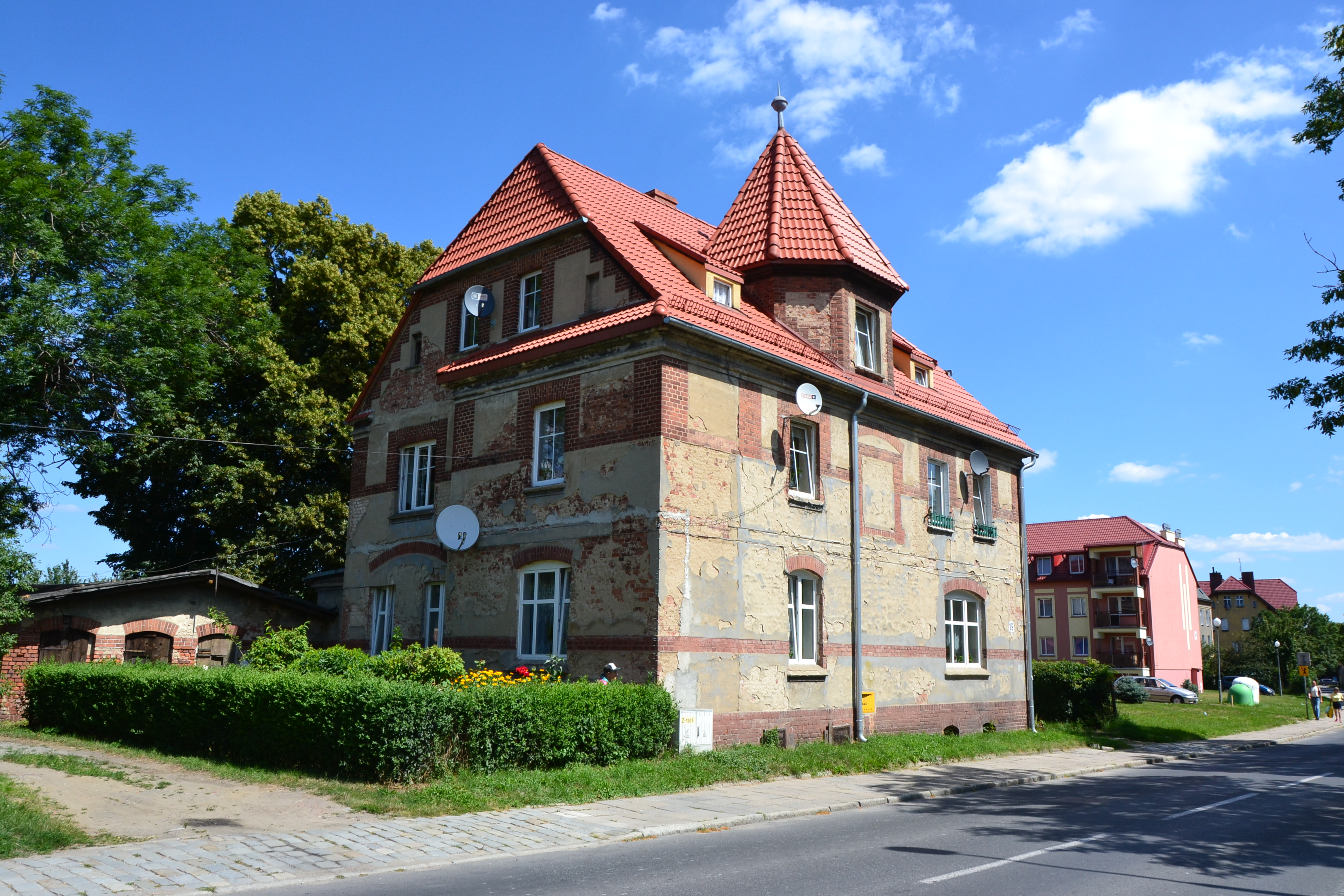
Старый дом
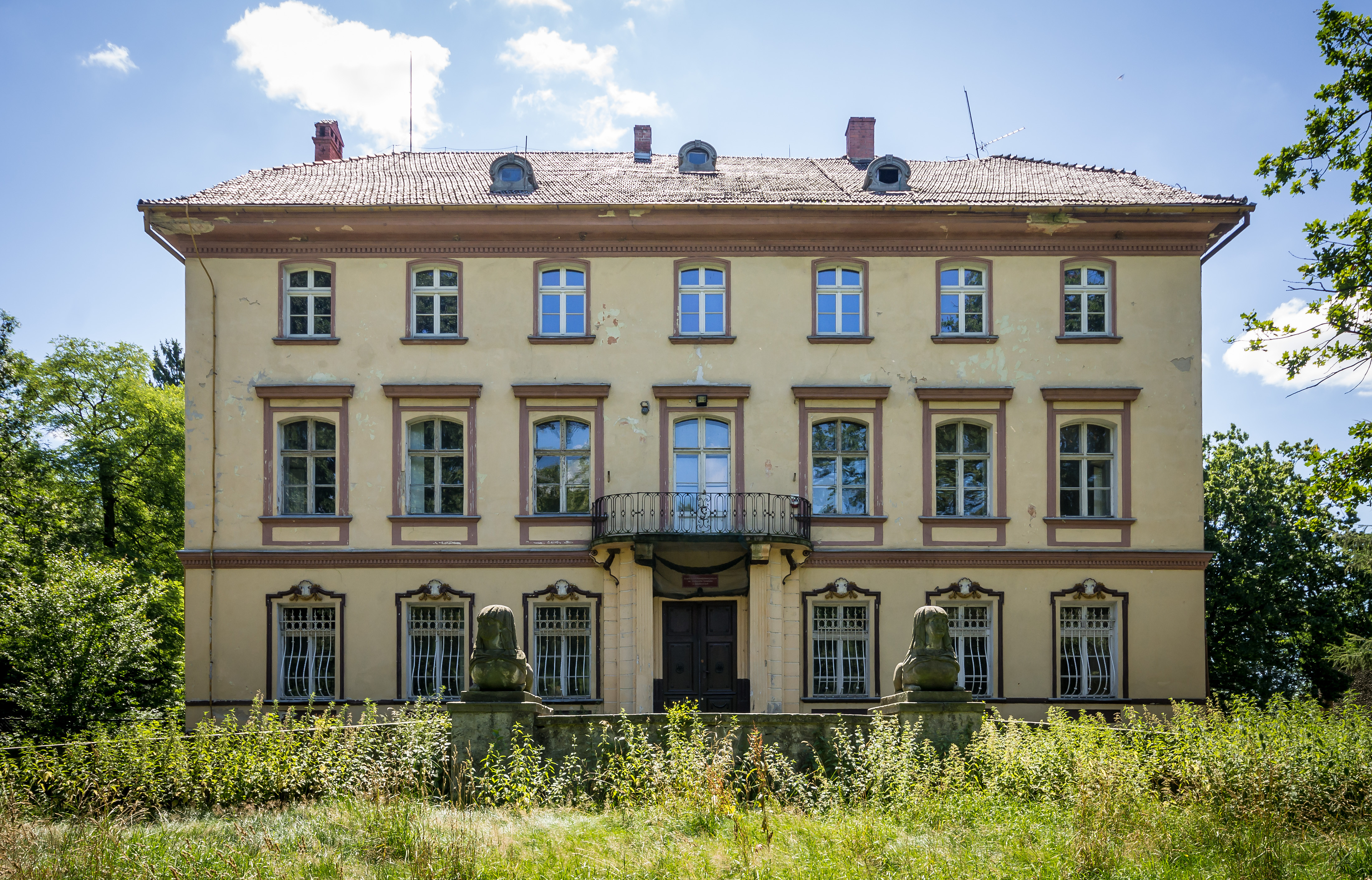
Дворец
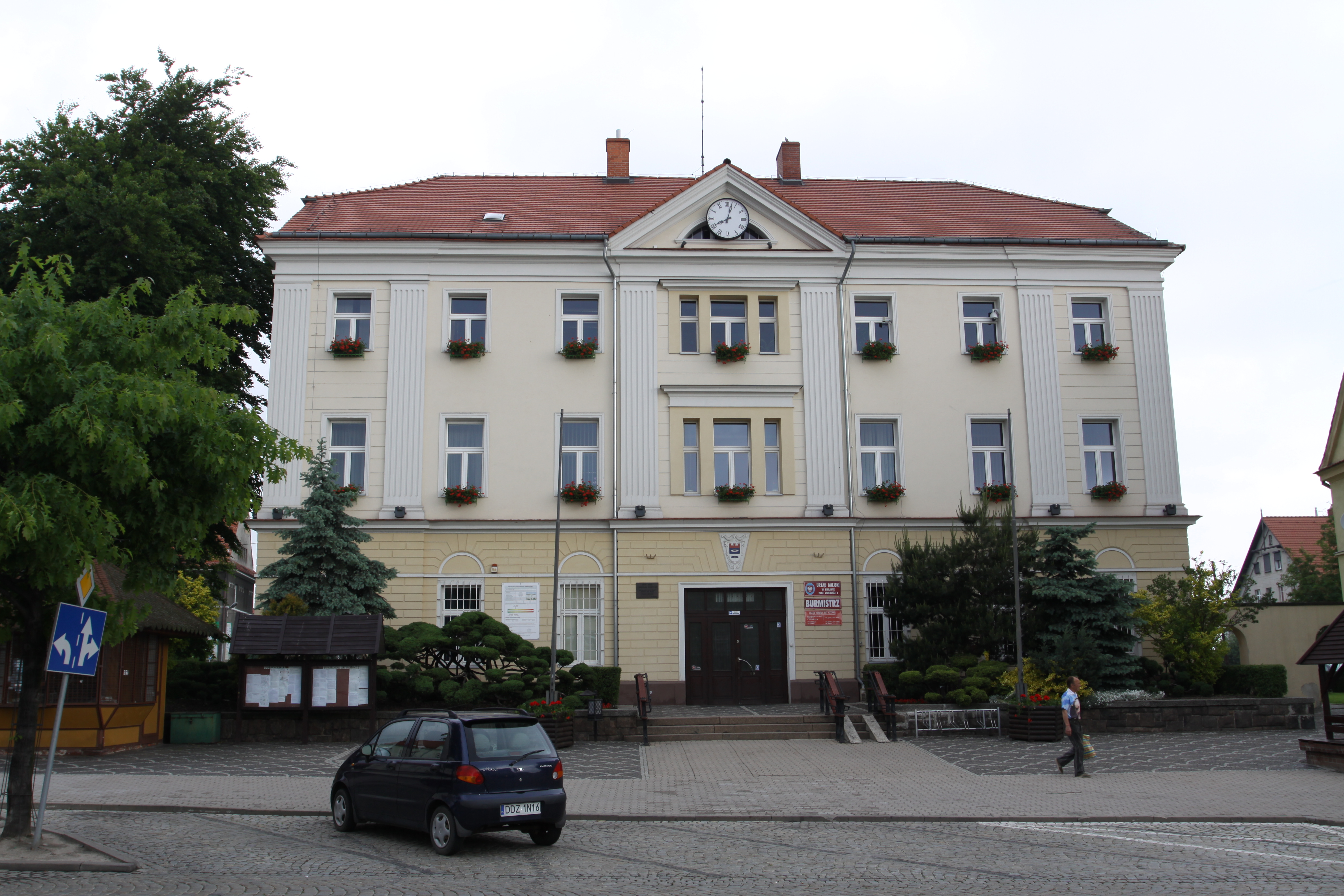
Ратуша
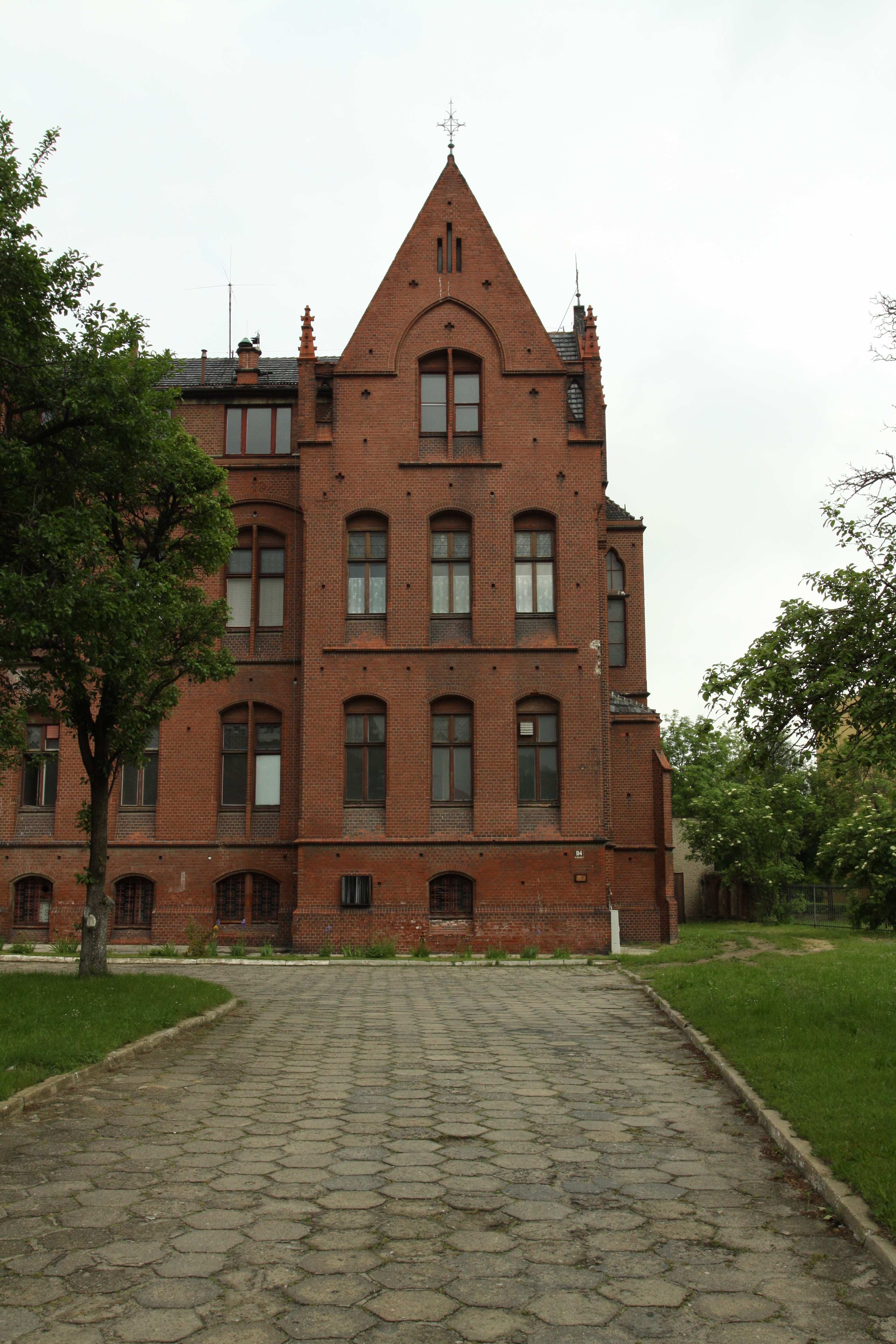
Историческое здание
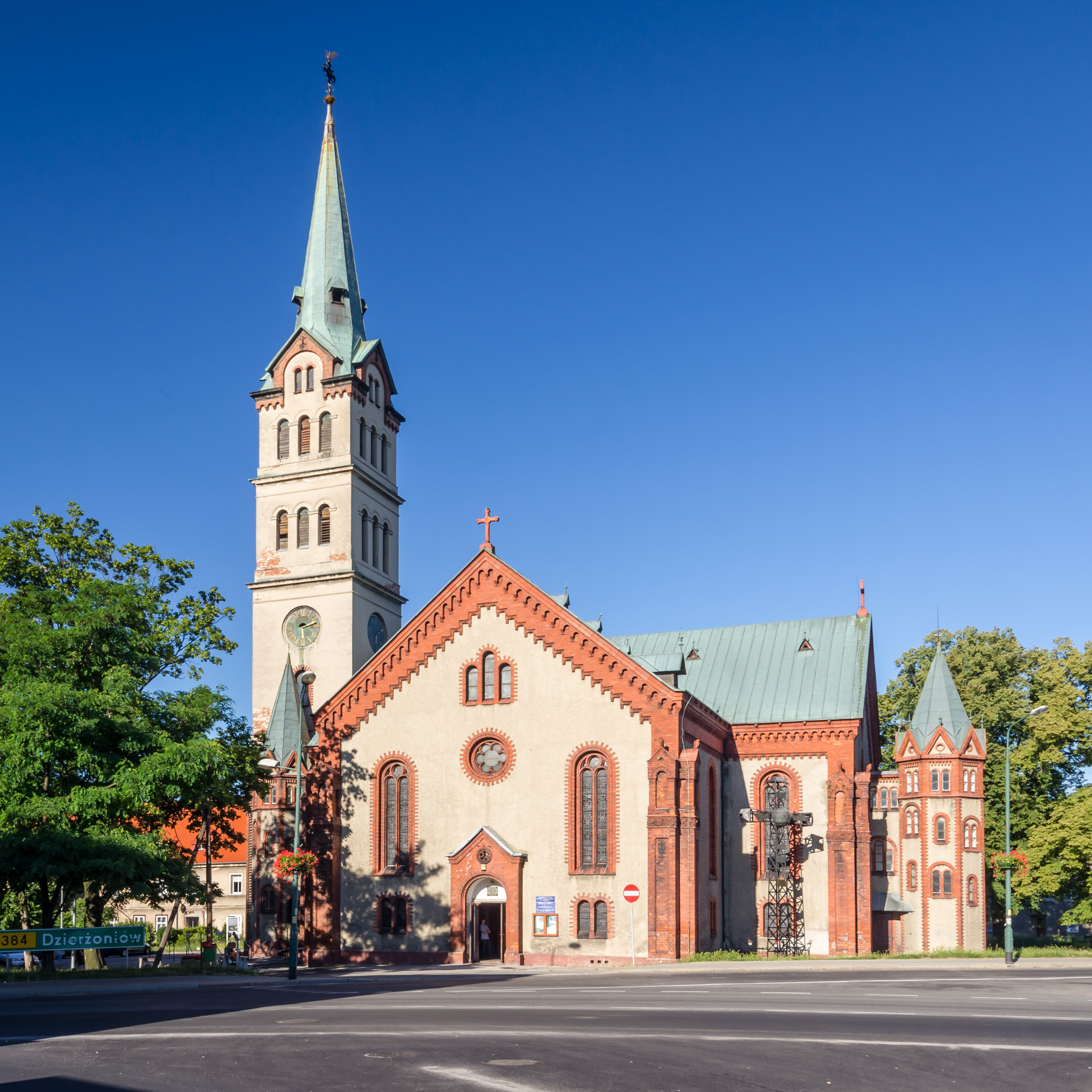
Церковь тела Христова
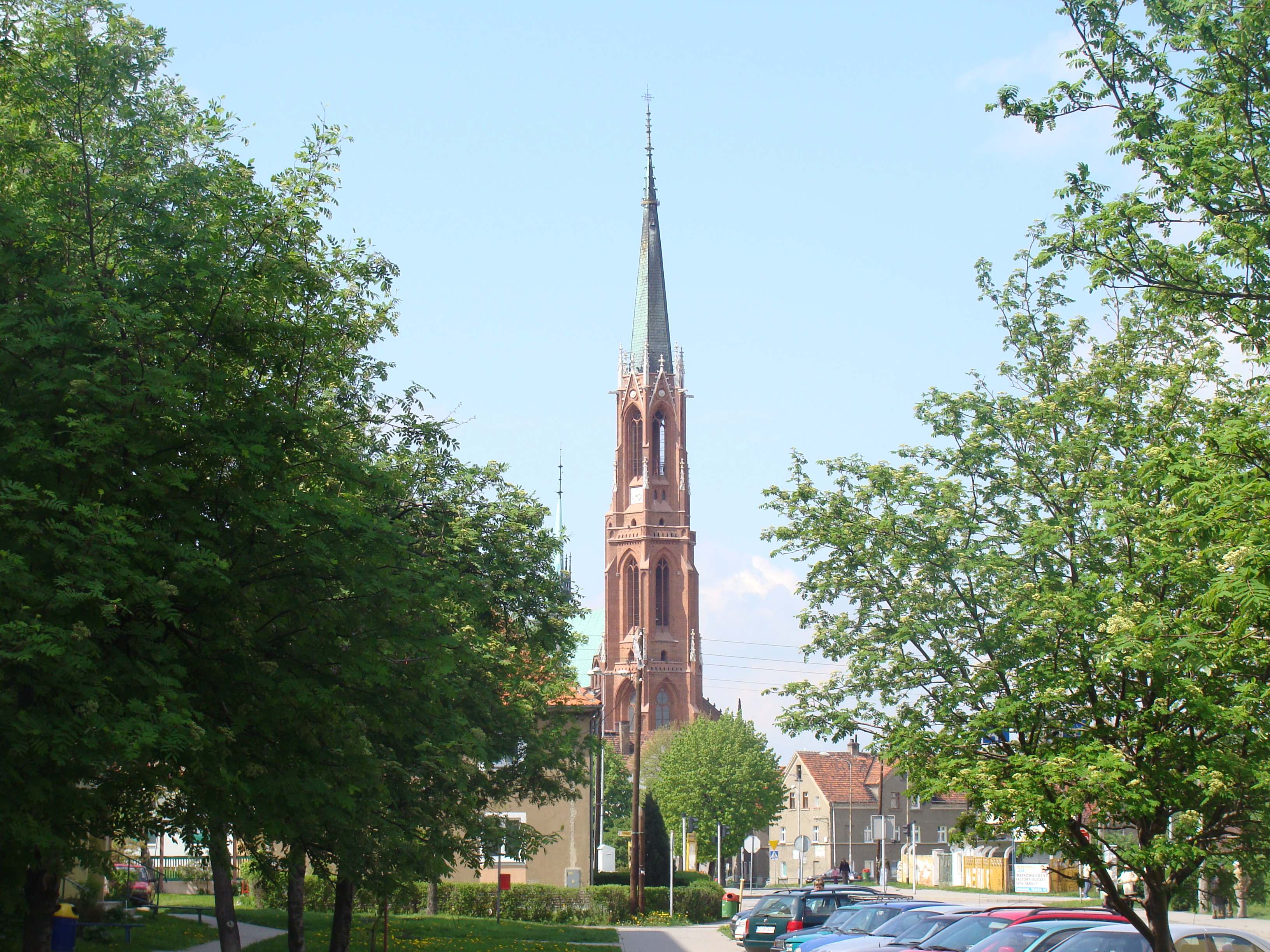
Церковь Успения Пресвятой Богородицы